# Arsène Pujo

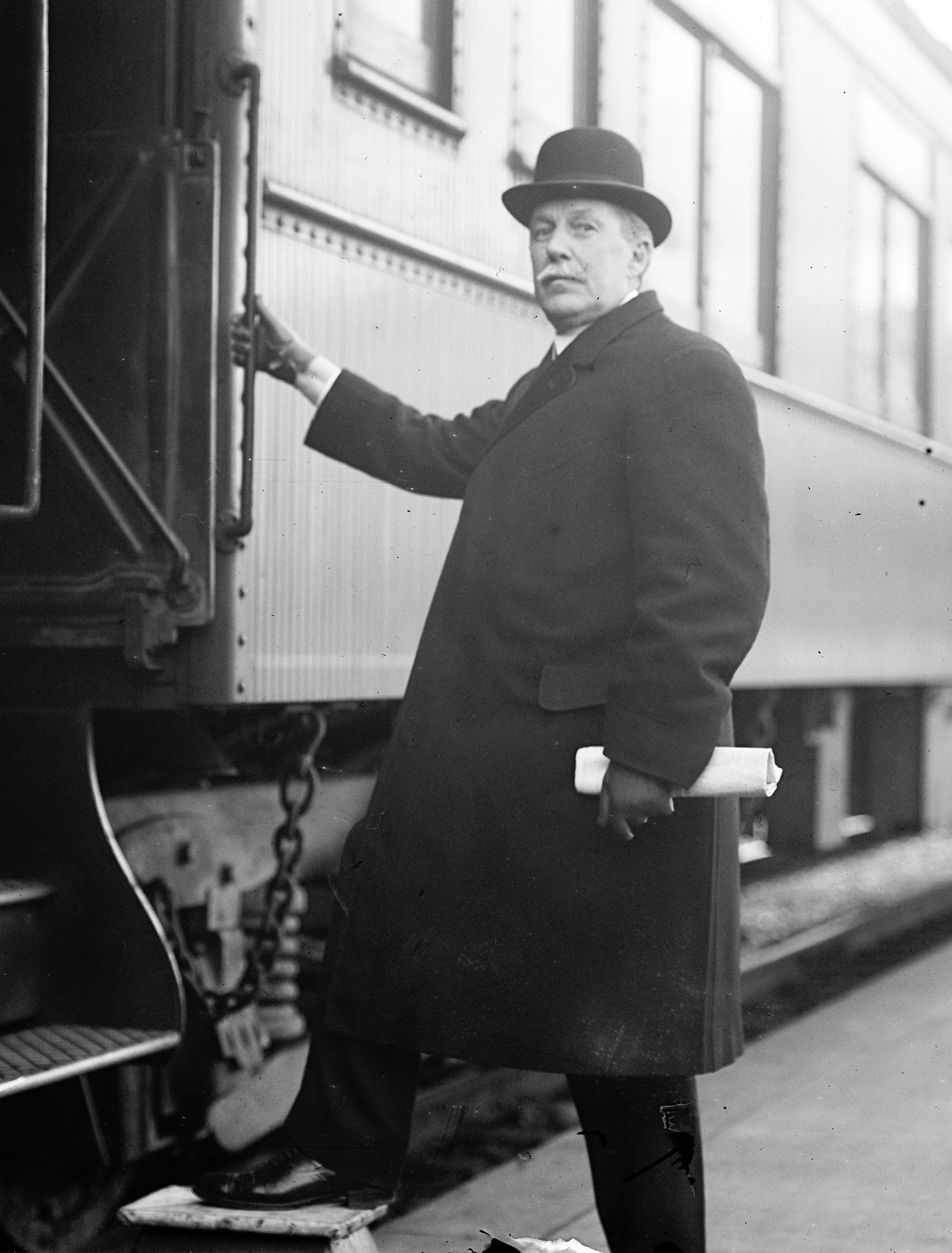
Arsène Pujo

Arsène Paulin Pujo (* 16. Dezember 1861 bei Lake Charles, Louisiana; † 31. Dezember 1939 in New Orleans, Louisiana) war ein US-amerikanischer Politiker. Zwischen 1903 und 1913 vertrat er den Bundesstaat Louisiana im US-Repräsentantenhaus.

## Werdegang
Arsène Pujo besuchte sowohl öffentliche als auch private Schulen. Nach einem anschließenden Jurastudium und seiner im Jahr 1886 erfolgten Zulassung als Rechtsanwalt begann er in Lake Charles in seinem neuen Beruf zu arbeiten. Gleichzeitig begann er als Mitglied der Demokratischen Partei eine politische Laufbahn. Im Jahr 1898 war er Delegierter auf einer Versammlung zur Überarbeitung der Staatsverfassung von Louisiana.
Bei den Kongresswahlen des Jahres 1902 wurde er im neu geschaffenen siebten Wahlbezirk von Louisiana in das US-Repräsentantenhaus in Washington, D.C. gewählt, wo er am 4. März 1903 sein neues Mandat antrat. Nach vier Wiederwahlen konnte er bis zum 3. März 1913 fünf Legislaturperioden im Kongress absolvieren. Zwischen 1911 und 1913 war er Vorsitzender des Bank- und Währungsausschusses. Seit 1908 war er Mitglied der National Monetary Commission, die ausländische Bankensysteme analysierte, um dadurch Möglichkeiten zur Verbesserung des amerikanischen Systems zu erkunden. Ein Resultat der Arbeit der Kommission war der 1913 verabschiedete Federal Reserve Act.
1912 verzichtete Pujo auf eine weitere Kandidatur. In den folgenden Jahren zog er sich aus der Politik zurück und arbeitete wieder als Anwalt. Er starb am 31. Dezember 1939 in New Orleans.